# Наумбурговский конкурс
Наумбурговский конкурс (англ. Naumburg Competition) — один из старейших и наиболее престижных конкурсов исполнителей академической музыки в США. Учреждён в 1928 г. предпринимателем и меценатом Вальтером Наумбургом и проводится фондом, носящим его имя.
По мнению Наумбурга, необходимая помощь молодым талантливым музыкантам должна была состоять в организации и финансировании их публичных концертов — при успехе которых в Нью-Йорке 1920-х гг., в котором работало множество критиков, обозревающих события музыкальной жизни в газетах и журналах, дальнейшая карьера была гарантирована. В 1925—1926 гг. Наумбург организовал несколько таких концертов, отбирая их участников на конкурсной основе, так, в 1925 г. из 37 музыкантов были отобраны три скрипача, выступившие затем в одном из престижных нью-йоркских концертных залов (один из троих, Бернард Око, получил в дальнейшем некоторую известность). Успех этой попытки побудил Наумбурга в 1926 г. основать специальный фонд для проведения конкурсов.
К началу 1960-х гг. реалии музыкальной жизни сделали традиционный приз конкурса — концерт в нью-йоркском Town Hall — не столь привлекательным, и руководители конкурса изменили условия, установив ощутимый денежный приз. Вплоть до 1960-х гг. возможность участия в конкурсе предоставлялась пианистам, скрипачам, виолончелистам и вокалистам; в дальнейшем конкурсы стали специализированными, и в отдельные годы проводились для исполнителей на других инструментах (флейта в 1978 г., кларнет в 1985 г., гитара в 1996 г., альт в 1982, 1991 и 2006 гг.), а также для дирижёров и камерных ансамблей. Кроме того, в 1949—1983 гг. вручались также премии за лучшую аудиозапись.
В 2008 г. Наумбурговский конкурс впервые был официально проведён в качестве международного; при этом он был посвящён памяти Мстислава Ростроповича, так что состязались виолончелисты.

## Лауреаты конкурса
| 1926      | Филлис Крёйтер (виолончель) Соня Скалка (фортепиано) Маргарет Хэмилтон (фортепиано)                                                                      |
| 1927      | Дороти Кендрик (фортепиано) Уильям Заубер (фортепиано) Сада Шварц-Шухари (скрипка) Даниэль Зайденберг (виолончель) Джулиан Кан (виолончель)              |
| 1928      | Адель Маркус (фортепиано) Хелен Берлин (скрипка) Луис Кауфман (скрипка) Ольга Зундель (виолончель) Джордж Расли (тенор) Август Вернер (баритон)          |
| 1929      | Победители не определены |
| 1930      | Хелен Макгроу (фортепиано) Рут Калбертсон (фортепиано) Мила Уэллерсон (виолончель) Луиза Бернхардт (контральто)                                          |
| 1931      | Лилиан Реберг Гудмен (виолончель) Маргерит Хоукинс (сопрано) Эдвина Юстис (контральто) Кёртис Браунелл (тенор)                                           |
| 1932      | Фостер Миллер (баритон) Дейлис Франц (фортепиано) Хадди Джонсон (фортепиано) Инес Лауритано (скрипка) Мило Милорадович (сопрано)                         |
| 1933      | Гарри Кацман (скрипка) Кэтрин Карвер (фортепиано) |
| 1934      | Джозеф Книтцер (скрипка) Руби Мерсер (сопрано) |
| 1935      | Бенджамин Де-Лоуч (баритон) Джудит Сидорски (фортепиано) Харви Шапиро (виолончель) Анисета Ши (сопрано) Маршалл Мосс (скрипка) Флоренс Викланд (сопрано) |
| 1936      | Фредерик Булдрини (скрипка) |
| 1937      | Хорхе Болет (фортепиано) Ида Крем (фортепиано) Морис Бялкин (виолончель) Полина Пирс (меццо-сопрано)                                                     |
| 1938      | Кэролл Гленн (скрипка) |
| 1939      | Мара Себрионски (скрипка) Уильям Хорн (тенор) Зейдел Сколовский (фортепиано) Гертруда Гибсон (сопрано)                                                   |
| 1940      | Гарри Сикман (скрипка) Эбби Саймон (фортепиано) Томас Рихнер (фортепиано)                                                                                |
| 1941      | Уильям Капелл (фортепиано) Люра Стовер (сопрано) Роберт Манн (скрипка)                                                                                   |
| 1942      | Джейн Роджерс (контральто) Аннетта Эльканова (фортепиано) Дэвид Сарсер (скрипка)                                                                         |
| 1943      | Констанс Кин (фортепиано) Рут Гайгер (фортепиано) Долорес Миллер (скрипка)                                                                               |
| 1944      | Жанна Терьян (фортепиано) Джин Карлтон (сопрано) Кэрол Брайс (контральто)                                                                                |
| 1945      | Джейн Бедекер (меццо-сопрано) Паула Ленхнер (сопрано) |
| 1946      | Анаит Аджемян (скрипка) Леонид Гамбро (фортепиано) Джин Розенблюм (фортепиано)                                                                           |
| 1947      | Бен Сенофски (скрипка) Джейн Карлсон (фортепиано) Абба Боджин (фортепиано)                                                                               |
| 1948      | Сидни Харт (скрипка) Пол Олефски (виолончель) Теодор Летвин (фортепиано)                                                                                 |
| 1949      | Лорн Манроу (виолончель) |
| 1950      | Анджелин Коллинз (сопрано) Эстер Глейзер (скрипка) Бетти Джин Хаген (скрипка) Маргарет Бартель (фортепиано)                                              |
| 1951      | Джун Ковач (фортепиано) Джойс Флисслер (скрипка) Лорел Хёрли (сопрано)                                                                                   |
| 1952      | Диана Штайнер (скрипка) Ёко Мацуо (скрипка) Лоис Маршалл (сопрано)                                                                                       |
| 1953      | Ли Касс (бас) Джильда Мюльбауэр (виолончель) Джорджия Ластер (сопрано)                                                                                   |
| 1954      | Джин Вентуорт (фортепиано) Уильям Допман (фортепиано) Жюль Эскин (виолончель) Марта Флауэрс (сопрано)                                                    |
| 1955      | Нэнси Сирилло (скрипка) Роналд Леонард (виолончель) Мэри Маккензи (контральто)                                                                           |
| 1956      | Джордж Кац (фортепиано) Доналд МакКолл (виолончель) Уэйн Коннор (тенор)                                                                                  |
| 1957      | Майкл Гребанье (виолончель) Анхелика Лосада (сопрано) Риджина Сарфати (меццо-сопрано)                                                                    |
| 1958      | Джозеф Шварц (фортепиано) Илейн Ли (скрипка) Ширли Верретт (меццо-сопрано)                                                                               |
| 1959      | Говард Эйбел (фортепиано) Ральф Вотапек (фортепиано) София Стеффан (сопрано)                                                                             |
| 1960      | Джозеф Силверстайн (скрипка) |
| 1961      | Вернер Торкановски (дирижёр) |
| 1964      | Элизабет Мошер (сопрано) |
| 1968      | Хорхе Местер (дирижёр) |
| 1971      | Пэк Кон У (фортепиано) Зола Шаулис (фортепиано) |
| 1972      | Роберт Давидович (скрипка) |
| 1973      | Эдмунд Лерой (баритон) |
| 1974      | Андре Мишель Шуб (фортепиано) |
| 1975-1976 | Дикран Атамян (фортепиано) Кламма Дэйл (сопрано) Джой Симпсон (сопрано) Элмар Оливейра (скрипка)                                                         |
| 1977      | Натаниэль Розен (виолончель) |
| 1978      | Кэрол Винценц (флейта) |
| 1979      | Петер Орт (фортепиано) |
| 1980      | Ирен Губруд (сопрано) Ян Опалах (баритон) Фэйт Ишем (сопрано) Люси Шелтон (сопрано)                                                                      |
| 1981      | Колин Карр (виолончель) Надя Салерно-Зонненберг (скрипка)                                                                                                |
| 1982      | Томас Рибль (альт) |
| 1983      | Стивен Хаф (фортепиано) |
| 1984      | первая премия не присуждена |
| 1985      | Дон Апшоу (сопрано) Кристофер Тракас (баритон) Чарльз Нейдич (кларнет)                                                                                   |
| 1986      | Андрес Диас (виолончель) |
| 1987      | Антон Нель (фортепиано) |
| 1988      | Леонидас Кавакос (скрипка) |
| 1989      | Стэнфорд Олсен (тенор) |
| 1990      | Хай Е Ни (виолончель) |
| 1991      | Миша Эмори (альт) |
| 1992      | Авадагин Пратт (фортепиано) |
| 1993      | Томохиро Окумура (скрипка) |
| 1994      | Тереза Сантьяго (сопрано) |
| 1996      | Хорхе Кабальеро (гитара) |
| 1997      | Стивен Осборн (фортепиано) Энтони Молинаро (фортепиано)                                                                                                  |
| 1998      | Аксель Штраус (скрипка) |
| 1999      | Стивен Солтерс (баритон) |
| 2001      | Ли Вей Кин (виолончель) Клэнси Ньюмен (виолончель) |
| 2002      | Жиль Фонзаттель (фортепиано) |
| 2003      | Фрэнк Хуан (скрипка) |
| 2005      | Сари Грубер (сопрано) |
| 2006      | Дэвид Аарон Карпентер (альт) |
| 2008      | Давид Рекуиро (США) Анита Лойцингер (Швейцария) (виолончель)                                                                                             |
| 2009      | Фортепианное трио «Каватина» (Харуми Родс, Присцилла Ли, Ева Йокубавичюте)                                                                               |
| 2010      | Ли Со Ён (фортепиано) |
| 2011      | Тесса Ларк (скрипка) |
| 2014      | Джулия Баллок (вокал) |
| 2015      | Лев Сивков (виолончель) |
| 2017      | Альберт Кано Смит и Сяохуэй Ян (фортепиано) |
| 2018      | Грейс Пак (скрипка) |
| 2021      | Эрин Вагнер (вокал) |
| 2022      | Андреас Мадер и Валентин Ковалёв (саксофон) |
| 2023      | Джек Гао (фортепиано) |
| 2024      | Лиланд Ко и Джонатан Свенсен (виолончель) |